# Sociedad de Instrucción Primaria

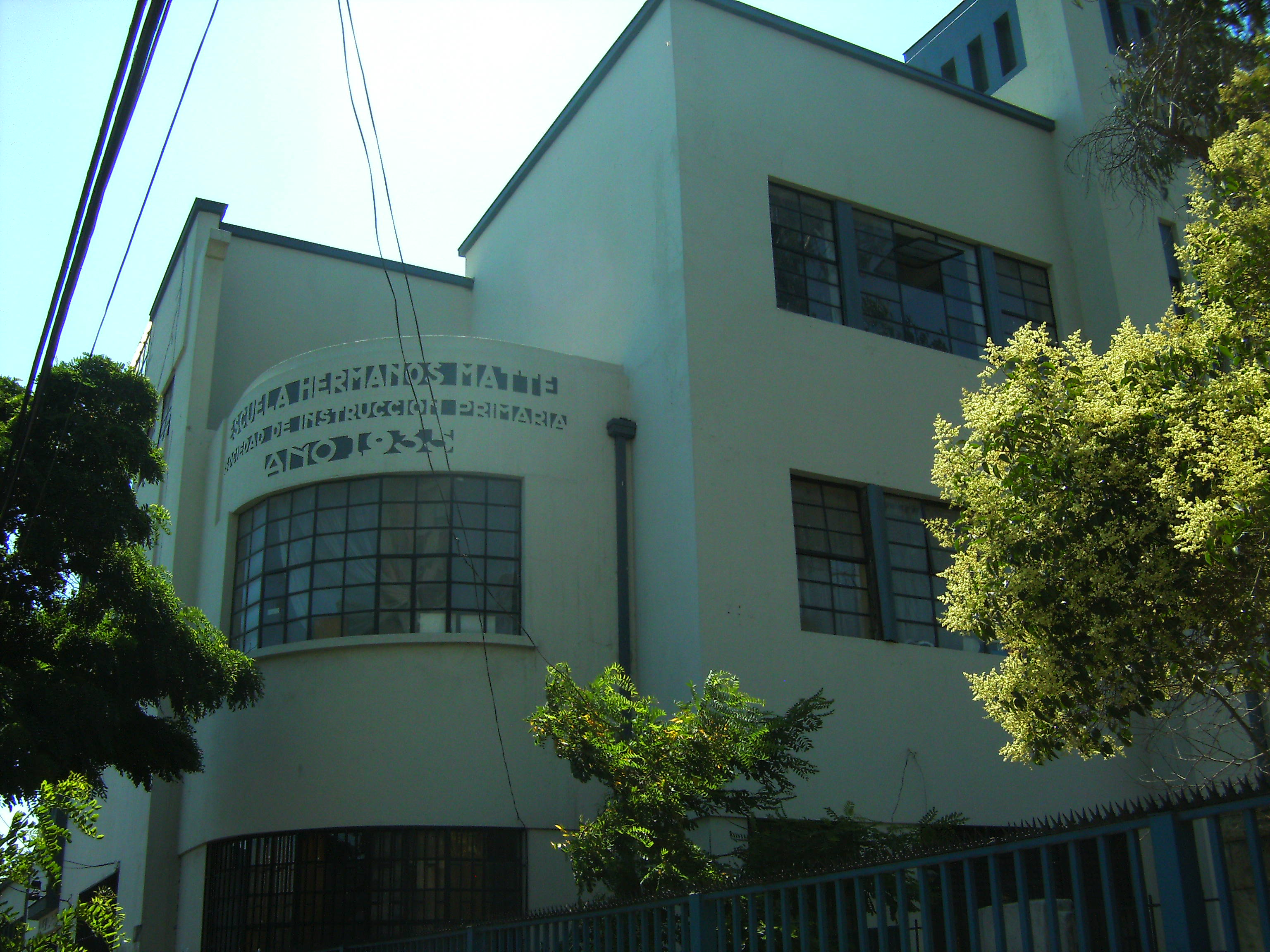
Escuela en Plaza Franklin, en Santiago.

La Sociedad de Instrucción Primaria de Santiago (SIP) es una corporación educacional chilena de derecho privado sin fines de lucro. Fue fundada el 17 de julio de 1856, durante la presidencia de Manuel Montt, con el objeto de mejorar la calidad y cobertura de la educación escolar en contextos de pobreza.

## Fundación

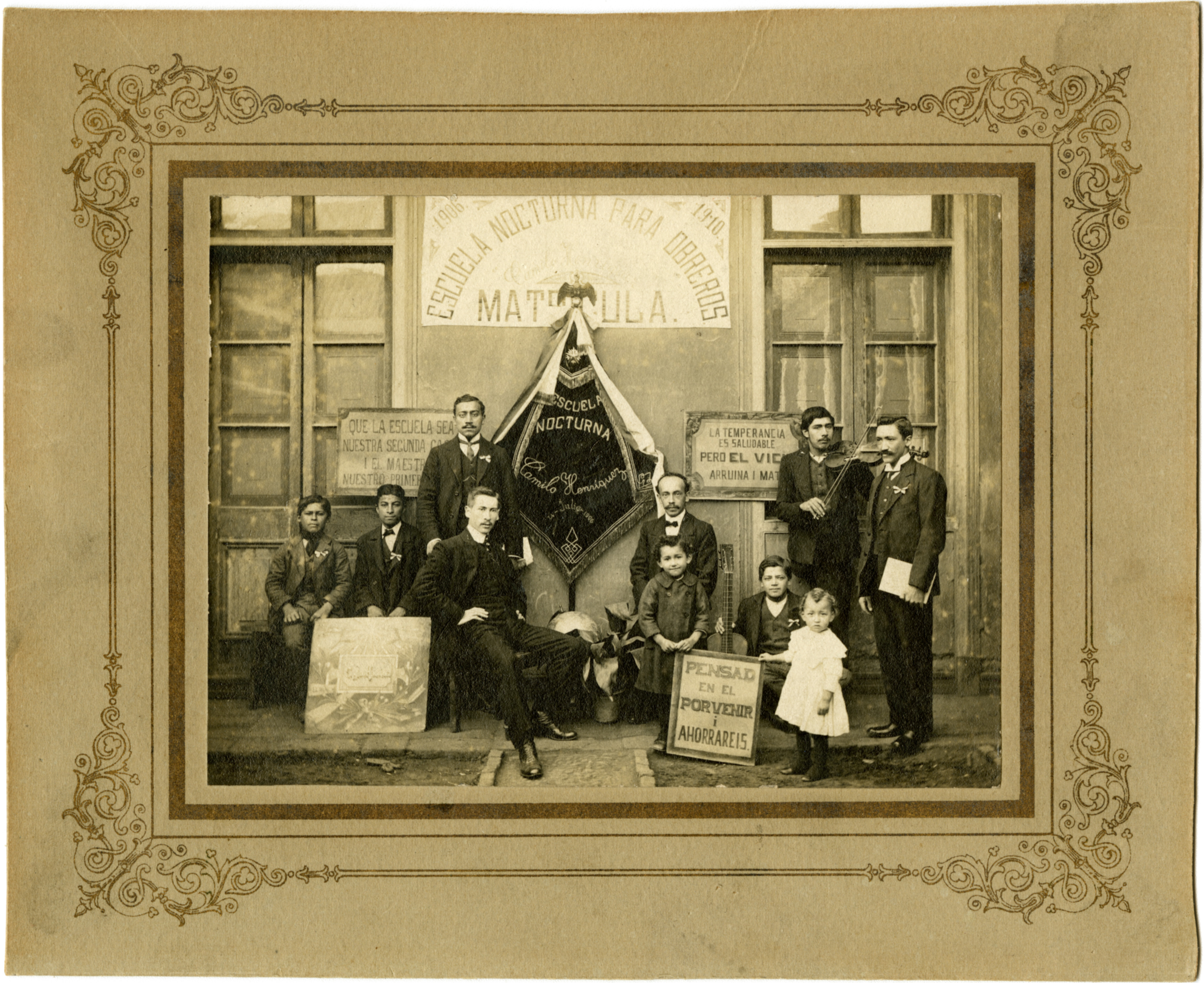
Escuela nocturna para obreros Camilo Henríquez, 1910.

La iniciativa surge de un conjunto de jóvenes intelectuales entre los que destacan Miguel Luis Amunátegui, Benjamín Vicuña Mackenna, Diego Barros Arana, Domingo Santa María, Paulino del Barrio, Marcial González, Manuel Carrasco Albano, Aniceto Vergara Albano, entre otros,  quienes decidieron crear una institución que contribuyera a disminuir el desalentador 86% de analfabetismo que existía en Chile en esa época.
El primer presidente fue Manuel Carvallo, iniciándose con él un trabajo sistemático en beneficio de la Educación en Chile y de la misión que quedó plasmada en su primera memoria de 1856: "Nos hemos asociado para esforzarnos en poner el mayor número posible de semejantes nuestros en estado de adquirir ideas, y, por consiguiente, de llegar a ser más ricos, más morales, más civilizados" (Memoria de la SIP de 1856).
Una vez instalado el primer directorio, se procedió a fundar cuatro escuelas nocturnas para adultos llamadas Camilo Henríquez, José Manuel Infante, Francisco Balmaceda y Manuel de Salas, asistiendo 126 alumnos.
Ya en el año 1906, al cumplirse 50 años de la fundación, el vicepresidente de la Institución, Jose Agustín Alfonso señala en su discurso que la Sociedad cuenta con 1500 alumnos. 30 años después, en 1936, la SIP pasa a tener 4.000 alumnos en 6 escuelas diurnas, una nocturna y un kindergarten. Posteriormente se amplió a la educación de niños de ambos sexos, abriéndose 4 escuelas más.
Al llegar el siglo XX, La Sociedad de Instrucción Primaria consolidó un estilo educacional intuitivo y práctico, el que tratando de poner en actividad la observación, la atención, el juicio, la imaginación, intentaba desarrollar todas las facultades del alumno y prepararlo para la vida. Así, además de enseñar las asignaturas tradicionales, se fomentó la enseñanza de la economía doméstica, la cocina escolar y puericultura.

### Rol de Claudio Matte Pérez

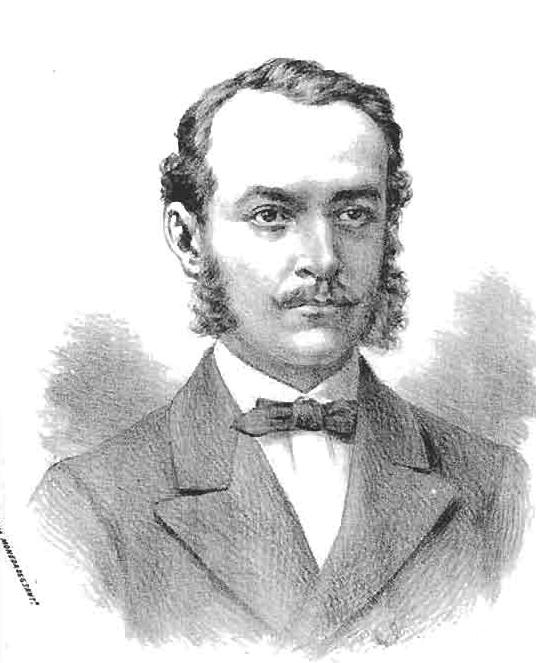
Manuel Carrasco Albano

Recién titulado de Abogado y luego de heredar una gran fortuna Claudio Matte descubrió que su pasión era la educación. Por esto, en 1881 se estableció en Europa y conoció las corrientes pedagógicas de vanguardia, viviendo una importante experiencia en Leipzig, Alemania, donde se percató que los niños aprendían con sorprendente facilidad.
Comprendió entonces que los métodos de enseñanza en Chile debían dejar de apelar por completo a la memorización e impulsar la observación, comprensión y pensamiento de los alumnos; características que incluyó años después al Silabario Matte, que legó a la SIP. En 1888 regresó a Chile y se dedicó por completo a la SIP. 
Primero donando a ésta los derechos de ventas de su silabario, y luego ocupando la presidencia de la institución a partir de 1892. Comprometió fondos propios para fundar 7 escuelas: Escuela Francisco Arriaran 1892, Escuela Francisco Olea en 1898, Escuela Guillermo Matta en 1929, Escuela Hermanos Matte en 1935, Escuela Elvira Hurtado de Matte en 1952, Escuela Presidente Alessandri en 1953 y Escuela Jose Agustín Alfonso en 1955; que donó a la institución e incluso financió por periodos completos.
Estuvo 60 años a la cabeza de la SIP, hasta su muerte en 1956. Siempre insistió en que la pobreza no era impedimento para aprender, siempre y cuando se cumplieran los tres conceptos pedagógicos que consideraba fundamentales: "El buen maestro, el buen edificio escolar y buenos programas y métodos". De su influencia y entrega, viene que a los Colegios de la Sociedad de Instrucción Primaria se les asocie como Escuelas Matte.
Casi 100 años después de su fundación, la Sociedad decide incorporar enseñanza media, y en 1980, se inaugura el Instituto Claudio Matte. Seis años después, en 1986, se crea el Instituto Italia, de carácter Científico-Humanista, el cual después derivó al Liceo Industrial Italia, donde se imparte educación técnico profesional.

## Actualidad

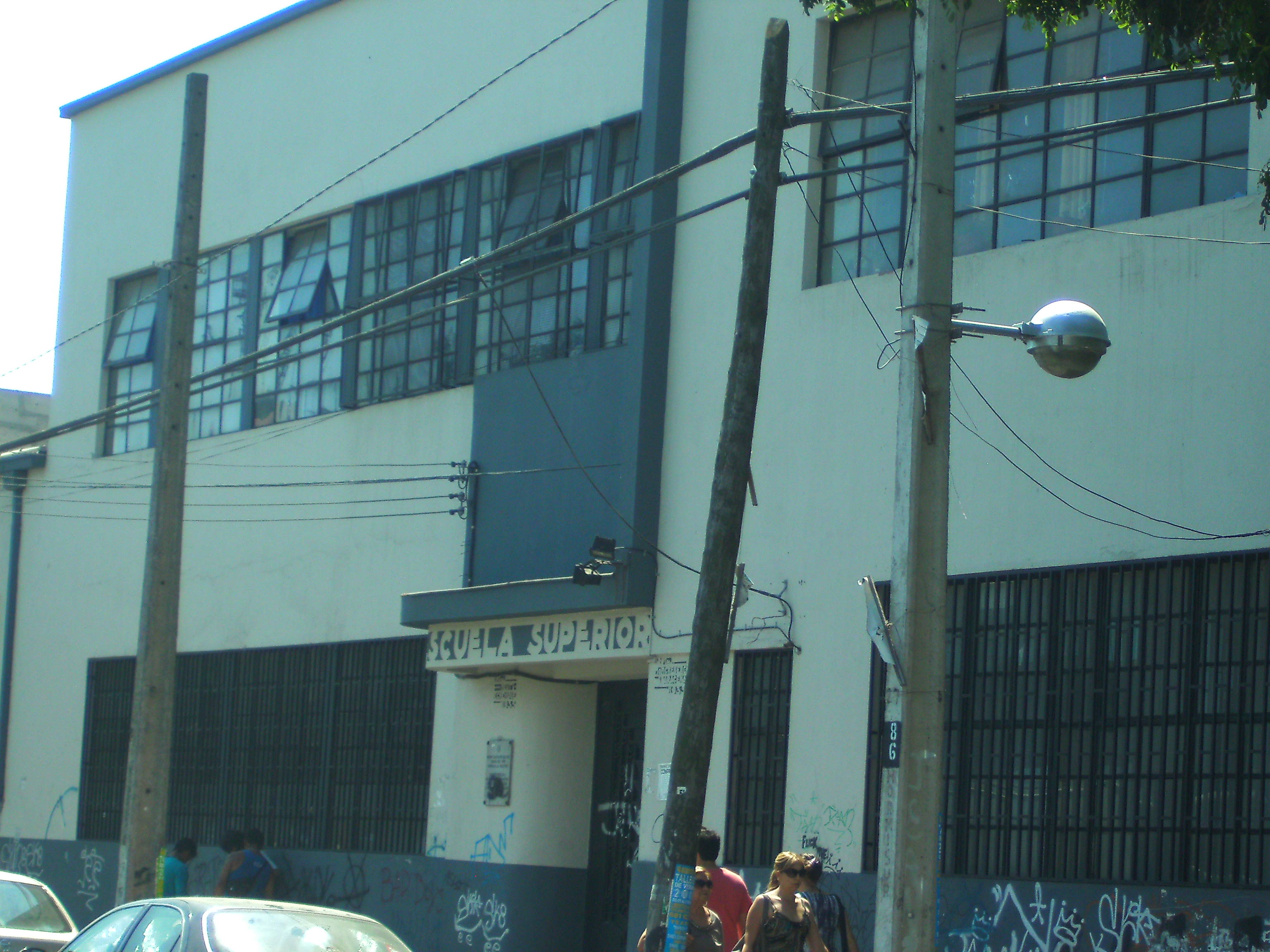
Escuelas tienen una arquitectura característica

En el año 2001 comienza la ampliación gradual de los colegios de la entonces Sociedad de Instrucción Primaria a enseñanza media. Ese mismo año se inicia la enseñanza preescolar en algunos colegios, lo cual llevó a que en 2005, considerando esta nueva realidad, la entidad cambie su nombre a SIP Red de Colegios, dado de la anterior denominación sólo hacía alusión a la educación básica. Hoy en día cuenta con diecisiete colegios, muchos de ellos con enseñanza completa desde pre-kinder hasta cuarto medio.
En 2008, en conjunto con la Fundación Reinaldo Solari, crearon la corporación sin fines de lucro Aptus Chile para asesorar otros colegios en el país.
El terremoto ocurrido el 27 de febrero de 2010 en Chile afectó a las estructuras de algunos colegios de la red SIP. Tomando en cuenta que algunas de las estructuras y cimientos de dichos colegios datan del año 1900 e incluso antes, por lo que sin duda afectó el movimiento telúrico. El Liceo Polivalente Italia es el que más daño sufrió, el pasillo de su segundo piso se desplomó sobre el primero y una seguidilla de grietas lo dejaron inhabilitado para seguir siendo utilizado como institución educacional, lo que conllevó a que se efectuara una tramitación para que este liceo pase a ser un "Colegio Bicentenario" y que además deje de ser un liceo técnico profesional debido a su bajo rendimiento y rentabilidad para la SIP, su última generación de técnicos profesionales se licenció en 2013.
El colegio Hermanos Matte sufrió varias grietas y daños menores al igual que los colegios Francisco Arriarán, Francisco Andrés Olea y Guillermo Matta.

## Establecimientos educacionales de la SIP
Los establecimientos educacionales administrados por la SIP son los siguientes:
- Francisco Arriarán (1892)
- Francisco Ándres Olea (1898)
- Guillermo Matta (1902)
- Instituto Hermanos Matte (1935)
- Rafael Sanhueza Lizardi (1945)
- Bicentenario Elvira Hurtado de Matte (1952)
- Presidente Alessandri (1953)
- José Agustín Alfonso (1955)
- Arturo Toro Amor (1960)
- Claudio Matte (1964)
- Rosa Elvira Matte de Prieto (1964, ex John Kennedy)
- Presidente José Joaquín Prieto (1964)
- Arturo Matte Larraín (1982)
- Jorge Alessandri Rodríguez (1987)
- Liceo Bicentenario Italia (1986, ex Liceo Industrial Italia)
- Colegio Los Nogales (1990)
- Eliodoro Matte Ossa (2009)